# トフィク・クリーエフ
トフィク・クリーエフ（アゼルバイジャン語：Tofiq Ələkbər oğlu Quliyev, ロシア語：Тофик Алекпер оглы Кулиев、1917年11月7日 - 2000年10月4日）は、アゼルバイジャンの作曲家。

## 生涯
バクー出身。幼時から音楽の才能を示していたが、学び始めたのは比較的遅く、12歳のときだった。1931年に初めて歌曲を作曲し、1934年にバクー音楽院の2つの学科に入学した。
1935年から指揮活動を始め、アゼルバイジャン国立劇場で働くようになった。1938年より民謡、舞踊、ムガームの収集に関係し、その記録はアゼルバイジャンの民俗学に大きな貢献を果たした。ウゼイル・ハジベヨフによりモスクワ音楽院に派遣され、モスクワではクラシック音楽に加えてジャズのようなポピュラー音楽に造詣を深めた。
1939年に初めて国立ポップスオーケストラを設立し、アゼルバイジャン・ジャズの基礎を作った1人となった。第二次世界大戦で研究が中断されたこともあって、1948年までモスクワ音楽院にいた。その間作曲科と指揮科の2つの学科に在籍し、大学院に進んでいる。
1954年に指揮者として成功を収め、指揮活動のかたわら管弦楽曲や室内楽曲を作曲した。明るく印象的な劇場音楽や映画音楽を書き、また歌曲にも大きな足跡を残している。彼の音楽は特徴的で、アメリカのジャズのように、ヨーロッパの伝統音楽と民謡がベースになっている。
1954年から教育活動を始め、バクー音楽院でオペラと管弦楽のクラスを担当した。1958年から1961年までアゼルバイジャン国立フィルハーモニーホールの音楽監督を務めた。創作活動に加えて公的活動にも積極的で、多くの賞を受賞した。1969年から1979年までアゼルバイジャン作曲家連盟の書記となり、1990年からその死まで議長の職にあった。